# イランのスポーツ
イランのスポーツでは、イラン・イスラム共和国におけるスポーツ事情について記述する。

## 特徴
イランのスポーツの多くは、伝統的でありながら現代的でもある。例えば、テヘランは1974年に西アジアで初めてアジア競技大会を開催した都市であり、今日まで主要な国際スポーツイベントを開催し、参加し続けている。フリースタイル・レスリングは伝統的なイランの国技とされてきたが、現在ではサッカーが最も人気のあるスポーツとなっている。経済制裁のため、2010年政府のスポーツ部門の予算は約8,000万ドル（1人あたり約1ドル）となっている。

## 歴史
古代イランにおいて、スポーツや体操は人々の間で日常的に行われていた。当時の社会は、必要な時に家族や故郷を守ることのできる屈強で勇気のあるスポーツマンに感謝の念を抱き、特別な地位を与えていた。人々はあらゆる場所でスポーツマンを歓待し、彼らを誇りに思い勇敢な行為を称賛した。彼らの宗教的な教えによると、イランのゾロアスター教徒は祈りの中で、まず天の美しさを求め、次に体力と精神力を求めた。彼らは健康で力強い体を持つことを信条としていた。
古代イラン人は、武器をモデルにした戦利品に精神的な意味をもっていた。寺院で祈りに従事しているメイジ（宗教的な賢者）でさえ、祈りの間両手に鎚矛（つちほこ）を持っていた。これは、イギリスの司教がベルトに剣をぶら下げていたのとは異なる。イランの古代宗教の神聖な書物であるアヴェスターでは、聖人のみならず、チャンピオンやスポーツマンを称賛している。年配の人々は、若者が古代の物語や叙事詩を読んだり、長老から学んだ人から学べる仕組みつくった。この伝統は今でも存在し、今日でも部族間やティーハウスでは、昔のように熱意をもった語部が行われている。イラン人が英雄やチャンピオンにどれだけ興味を持っていたかは、ペルシャ語で英雄やチャンピオンの概念を表す言葉が30以上あることからも明らかである。
古代イランでは、24歳以下の若者は、馬術、ポロ、ダーツ、レスリング、ボクシング、アーチェリー、フェンシングなどの当時のスポーツの訓練を徹底的に受けた。いざという時に飢え・渇き・疲労・暑さ・寒さなどの戦時下の不利な条件に耐えられるよう、苦難な状況で教えられた。2015年現在、世界平均が60％であるのに対し、イランの運動人口は20％である。イランの若者の30％はスポーツを一切したことがない。

## オリンピック
イランは、2012年ロンドンオリンピックで重要な勝利を収めた。イランチームは7つの金メダルを含む13のメダルを獲得した。これは夏季オリンピック史上、中東での最高記録である。

## サッカー
イラン国内ではサッカーが最も人気のスポーツとなっており、1970年にサッカーリーグのペルシアン・ガルフ・プロリーグが創設された。イランサッカー協会（FFIRI）によって構成されるサッカーイラン代表は、これまでFIFAワールドカップには6度出場しているが、いずれもグループリーグ敗退となっている。しかしAFCアジアカップでは、最多優勝の日本代表に次いで3度の優勝を飾っている。
イランの国民的英雄として知られるアリ・ダエイは「ペルシアン・タワー」の異名を持ち、1993年から2006年にかけて国際Aマッチに149試合出場し、クリスティアーノ・ロナウドとリオネル・メッシに次ぐ109得点を挙げている。他に有名な選手としてはインテル・ミラノに所属するメフディ・タレミなどがいる。

## アマチュアレスリング
イランではプロレスよりアマチュアレスリングの方が圧倒的に人気があり、本項目でも特に断りがない限り、アマチュアレスリングを「レスリング」として表記する。
イランには7世紀に起きたイスラム教化のはるか前、紀元前から続くレスリングの伝統があり、アケメネス朝が中東の広汎な地域を支配していた紀元前5世紀にはアーリア人のインド侵入に伴って伝播したペルシアの格闘技が現地インドの格闘技と融合し、紀元11世紀に南アジアに至る広い地域で確立したクシュティーの原型となったとされている。歴代のイラン（ペルシア）王朝でもレスリングは重視され、これは古代ペルシア帝国の伝統復興に意欲的だったパフラヴィー朝を1979年に成功したイラン革命で打倒して成立したイスラム主義政権のイラン・イスラム共和国でも変わらなかった。その後も伝統的な道場であるズールハーネなどでレスリングがイラン全土で広く行われ、2009年には「イランの肉体鍛錬法、パフレヴァーニーとズールハーネイー」がユネスコの無形文化遺産に登録された。
これらの理由から、概要の通り、イランの国技はレスリングとされ、2017年9月にオリンピックのレスリング競技で4大会連続の金メダルを獲得した日本の伊調馨がイランから招待されたときにも、イランでの国技はレスリングという認識が示された。イラン自体もオリンピックのレスリング競技では好成績を残し、イラン選手団が2021年の東京オリンピックまでに獲得した総計76個のメダルのうち、フリースタイルでちょうど半数の38個、グレコローマンの9個を合わせると6割を超える47個がレスリング競技で獲得されている。金メダルにおいても、フリースタイルで7個、グレコローマンで4個の計11個で、ウェイトリフティングの9個を上回る。
2013年2月に国際オリンピック委員会（IOC）が夏季オリンピックで実施する「中核競技」からレスリングを除外した際には、当時のマフムード・アフマディーネジャード大統領の側近とされたアリアバディ・イラン五輪委員会会長が「我が国（イラン）のスポーツにとって大打撃だ」と語ったとされた。イランレスリング協会は同国内で開催中だった男子フリースタイルのワールドカップにあわせた会議でアメリカレスリング協会とも協力し、同年5月にはニューヨーク市中心部のグランド・セントラル駅構内に設けた特設リングでアメリカ協会から招待されたイラン選手がロシア選手と共にの3カ国が参加する競技会を行った。イランとアメリカ合衆国はイスラム共和国の成立直後に外交関係が断絶し、21世紀に入っても核開発問題などで厳しい対立関係が続いており、イラン選手がアメリカ国内で試合を行うのも2003年の世界選手権以来10年ぶりとされたが、この「共闘」は一般ニュースでも取り上げられた。結果として、同年9月のIOC総会でレスリングが2020年東京オリンピックでの実施競技に選ばれ、除外から回避された。
ただし、近年では上記の通りサッカーがイラン国民の間で大きな人気を集め、国技としてのレスリングの地位が揺らいでいるとされる。また、イスラム教の戒律が重視されるイランでは女子スポーツが全般的に低調で、これはレスリングでも例外ではない。その振興を目的としてイランレスリング協会から招かれた伊調も日本へ帰国後のインタビューで女子競技の普及の難しさを語ったが、今後の可能性についても自らの指導経験を通じて述べている。